# 龙泉镇 (淄博市)
龙泉镇，是中华人民共和国山東省淄博市淄川区下辖的一个乡镇级行政单位。

## 行政区划
龙泉镇下辖以下地区：
渭二社区、广通社区、龙一村、矾场村、泉头村、渭一村、圈子村、台头村、龙二村、龙三村、龙四村、韩圣村、和庄村、尚庄村、大土屋村、韩庄村、麓村和北旺村。